# 서울정민학교
서울정민학교는 서울특별시 노원구 하계동에 소재하는 공립 특수학교이다. 지체장애 및 중도중복장애 학생을 위한 교육환경을 만들기 위해 유치원, 초등학교, 중학교, 고등학교, 전공과 과정이 통합된 형태의 학교이다.

## 연혁
- 2001년 3월 1일 : 개교